# Скарби Сьєрра-Мадре
«Скарби Сьєрра-Мадре» (англ. The Treasure of the Sierra Madre) — художній фільм Джона Г'юстона 1948 року. Екранізація однойменного роману Бруно Травена. На 1 березня 2024 року фільм займав 152-гу позицію у списку 250 кращих фільмів за версією IMDb.

## Сюжет
Два бідняки-американці Доббс (Гамфрі Богарт) і Кертін (Тім Гольт) приїжджають у мексиканське містечко Тампіко. Вони беруться за важку роботу, за яку їм не хочуть платити. У нічліжці вони знайомляться з досвідченим золотошукачем старим Говардом (Волтер Г'юстон). Усі троє разом купують спорядження, зброю і продовольство і вирушають на пошуки золота. Старий попереджає, що золото змінює людей, робить їх жадібними та жорстокими, але Доббс і Кертін йому не вірять. Друзі знаходять золото, і незабаром передбачення Говарда починають збуватися: Доббс підозрює Кертіна і Говарда в тому, що вони хочуть відібрати його частку. Пропрацювавши десять місяців, переживши напад бандитів, трійця вирішує повертатися з видобутком. У дорозі Доббс вирішує вбити Кертіна, але гине сам. Золото ж не дістається нікому.

## Актори
| Актор          | Роль          |
| -------------- | ------------- |
| Гамфрі Богарт  | Фред Сі Доббс |
| Волтер Г'юстон | Говард        |
| Тім Гольт      | Боб Кертін    |
| Брюс Бенетт    | Джеймс Коді   |
| Бартон Маклейн | Пат Маккормік |
| Енн Шерідан    | Повія         |

## Нагороди та номінації

### Нагороди
- 1949 — три премії «Оскар»:
  - Волтеру Г'юстону як найкращому актору другого плану
  - Джону Г'юстону як найкращому режисеру
  - Джону Г'юстону як найкращому автору адаптованого сценарію
- 1949 — три премії «Золотий глобус»:
  - за найкращий фільм (драма)
  - Джону Г'юстону як найкращому режисеру
  - Волтеру Г'юстону як найкращому актору другого плану
- 1948 — дві премії Національної ради кінокритиків США:
  - Волтеру Г'юстону як найкращому актору
  - Джону Г'юстону як найкращому автору сценарію

### Номінації
- 1949 — номінація на премію «Оскар» за найкращий фільм
- 1950 — номінація на премію BAFTA за найкращий фільм
- 1948 — номінація на премію «Золотий лев» Венеційського кінофестивалю